# Castelo de Fürstenried

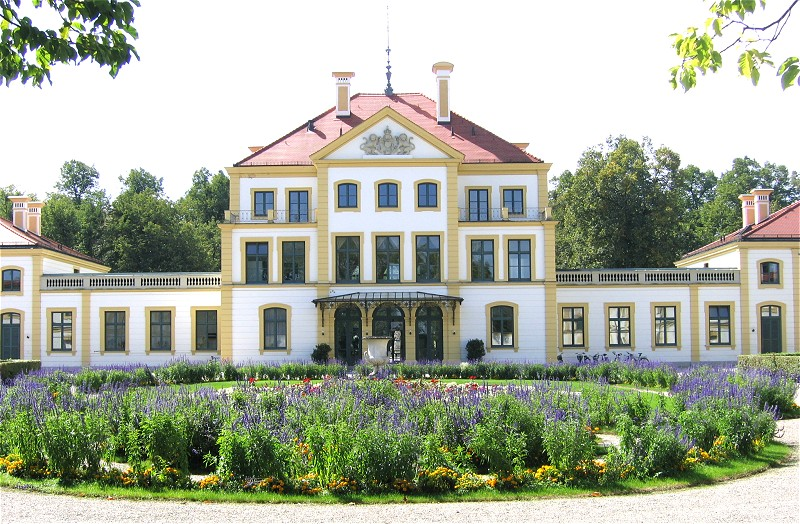

O castelo de Fürstenried está localizado a sudoeste de Munique, Alemanha. Em estilo barroco, foi construído entre 1715 e 1717 por Joseph Effner para o eleitor Maximiliano II Emanuel, como uma cabana de caça. Dois pavilhões foram mais tarde adicionados nas partes norte e sul do prédio principal.
Fürstenried foi a residência da ex-eleitora Maria Ana, de 1778 até 1796. O castelo também serviu como domicílio do rei Oto da Baviera, de 1883 até a sua morte. Desde 1925, funciona como um local para retiros espirituais (Exercícios Espirituais).